# Challenge de France féminin 2005/06
Der Wettbewerb um den Challenge de France féminin in der Saison 2005/06 war die fünfte Ausspielung des französischen Fußballpokals für Frauenmannschaften. Die Teilnahme war nur für die Frauschaften der ersten und zweiten Liga verpflichtend.
Titelverteidiger war der Juvisy FCF, der in diesem Jahr aber schon vorzeitig ausschied. Den Pokal gewann der HSC Montpellier, der sich bei seiner zweiten Endspielteilnahme zum ersten Mal durchsetzte. Für die unterlegenen Finalistinnen des Olympique Lyon handelte es sich gleichfalls um ihre zweite Endspielteilnahme im französischen Pokalwettbewerb für Frauenteams, und sie unterlagen darin erneut erst im Elfmeterschießen.
Der Wettbewerb wurde nach dem klassischen Pokalmodus ausgetragen; das heißt insbesondere, dass die jeweiligen Spielpaarungen ohne Setzlisten oder eine leistungsmäßige beziehungsweise – ab dem Achtelfinale – regionale Vorsortierung der Vereine aus sämtlichen noch im Wettbewerb befindlichen Klubs ausgelost wurden und lediglich ein Spiel ausgetragen wurde, an dessen Ende ein Sieger feststehen musste (und sei es durch ein Elfmeterschießen – eine Verlängerung bei unentschiedenem Stand nach 90 Minuten war nicht vorgesehen), der sich dann für die nächste Runde qualifizierte, während der Verlierer ausschied. Auch das Heimrecht wurde für jede Begegnung durch das Los ermittelt – mit Ausnahme des Finales, das auf neutralem Platz an jährlich wechselnden Orten stattfand –, jedoch mit der Einschränkung, dass Klubs, die gegen eine mindestens zwei Ligastufen höher spielende Elf anzutreten haben, automatisch Heimrecht bekamen.
Nach Abschluss der von den regionalen Untergliederungen des Landesverbands FFF organisierten Qualifikationsrunden griffen im Sechzehntelfinale auch elf der zwölf Erstligisten in den Wettbewerb ein – die einzige Ausnahme war der CNFE Clairefontaine, dem die FFF mit einer Ausnahmegenehmigung die Teilnahme an der Landesmeisterschaft, nicht jedoch diejenige am Pokalwettbewerb erlaubte. Hintergrund für diese ambivalente Haltung war auch der Druck seitens etlicher zweitklassiger Klubs, denen dieses Team ohnedies bereits einen Platz im Ligabetrieb blockierte.

## Sechzehntelfinale
Spiele am 12. Februar 2006. Die Vereine der beiden höchsten Ligen sind mit D1 bzw. D2 gekennzeichnet.
| - USF Le Puy (D2) – HSC Montpellier (D1) 0:7 - Espérance Terves – ESOF La Roche (D1) 0:5 - Racing Besançon – Olympique Lyon (D1) 1:6 - CS Sedan – FCF Hénin-Beaumont (D1) 0:7 - Blanc-Mesnil SF – Juvisy FCF (D1) 0:4 - AS Muret – Claix FF (D2) 1:2 - UC Le Mans (D2) – ASF Les Verchers 2:1 - ASPTT Albi – ES Blanquefort 3:0 | - Stade Saint-Brieuc (D2) – ASJ Soyaux (D1) 1:2 - FC Tours (D2) – Paris Saint-Germain FC (D1) 2:3 - Racing Saint-Étienne (D2) – FC Toulouse (D1) 1:2 - Mars Bischheim (D2) – FC Vendenheim (D1) 0:3 - US Gravelines – USCCO Compiègne (D1) 1:1 (3:4 i. E.) - FF Issy – Olympique Saint-Memmie (D1) 1:2 (2:4 i. E.) - FCF Condé-sur-Noireau (D2) – AC Évreux (D2) 3:0 - VGA Saint-Maur (D2) – AS Châtenoy-le-Royal 3:3 (4:2 i. E.) |

## Achtelfinale
Spiele am 2. April 2006
| - HSC Montpellier (D1) – ASJ Soyaux (D1) 3:0 - FC Vendenheim (D1) – Juvisy FCF (D1) 0:2 - Olympique Lyon (D1) – ESOF La Roche (D1) 2:0 - Claix FF (D2) – ASPTT Albi 1:0 | - Paris Saint-Germain FC (D1) – FC Toulouse (D1) 3:3 (2:4 i. E.) - USCCO Compiègne (D1) – FCF Condé-sur-Noireau (D2) 1:2 - Olympique Saint-Memmie (D1) – UC Le Mans (D2) 1:4 - FCF Hénin-Beaumont (D1) – VGA Saint-Maur (D2) 4:1 |

## Viertelfinale
Spiele am 30. April 2006
| - UC Le Mans (D2) – FC Toulouse (D1) 1:3 - Olympique Lyon (D1) – Claix FF (D2) 4:0 | - Juvisy FCF (D1) – FCF Hénin-Beaumont (D1) 4:0 - FCF Condé-sur-Noireau (D2) – HSC Montpellier (D1) 0:8 |

## Halbfinale
Spiele am 
| - Juvisy FCF (D1) – HSC Montpellier (D1) 0:1 | - Olympique Lyon (D1) – FC Toulouse (D1) 1:1 (6:5 i. E.) |

## Finale
Spiel am 18. Juni 2006 im Stade Pierre-Ducourtial von Aulnat vor rund 1.000 Zuschauern
- HSC Montpellier – Olympique Lyon 1:1 (0:0), 4:3 i. E.

### Aufstellungen
Montpellier: Céline Deville – Emmanuelle Podence, Laure Lepailleur, Céline Rigal (Agathe Calvié, 72.), Julie Soyer – Élodie Ramos (Audrey Lacaze, 75.), Camille Abily, Ludivine Diguelman (Élodie Thomis, 59.), Sonia Bompastor  – Virginie Faisandier, Hoda Lattaf
Trainer: Patrice Lair
Lyon: Aurore Pegaz – Sandrine Dusang, Cécile Locatelli , Coralie Ducher, Delphine Blanc – Simone (Aurélie Naud, 83.), Alix Faye-Chellali, Émilie Gonssollin, Anne-Laure Perrot (Sandrine Brétigny, 74.) – Dayane (Mélissa Amalfitano, 85.), Shirley Cruz Traña
Trainer: Farid Benstiti
Schiedsrichterin: Florence Guillemin

### Tore
0:1 Blanc (58.)

1:1 Thomis (90.)

### Strafstoßschießen zur Spielentscheidung
Montpellier konnte erst in der Nachspielzeit ausgleichen und sich damit ähnlich knapp im Spiel halten, wie Lyon dies im Halbfinale gegen Toulouse gelungen war. Im Strafstoßschießen legte Olympique jeweils vor; Cruz Traña, Amalfitano und Spielführerin Locatelli verwandelten ihren Ball, ehe Dusang vergab. Da Lepailleur, Soyer, Abily und Bompastor für Montpellier getroffen hatten, lastete die Verantwortung auf Lyons letzter Schützin Brétigny – und diese scheiterte vom Elfmeterpunkt.